# Antonia Adroher Pascual
Antonia Adroher Pascual  (Gerona, 22 de junio de 1913 - Banyuls-sur-Mer, 15 de septiembre de 2007) fue una maestra y activista política española.

## Biografía
Estudió magisterio en la Escuela Normal de Maestros de Gerona, donde también fue militante de la Federación Española de Trabajadores de la Enseñanza (FETE). Fue una de las fundadoras del Partido Obrero de Unificación Marxista (POUM) y, durante la Guerra Civil Española, fue la primera mujer en ser regidora de cultura y propaganda del Ayuntamiento de Gerona el 21 de octubre de 1936. Desde su cargo puso en práctica un nuevo sistema de educación, por medio del Consejo de la Escuela Nueva Unificada (CENU), basado en una práctica pedagógica innovadora y progresista, inspirada en los principios racionalistas del trabajo y de la fraternidad; eso representó en la práctica la organización de una escuela pública y gratuita para todos, la enseñanza en catalán, el cuidado de los niños y los principios higienistas y de salud y la igualdad de oportunidades para los niños y niñas a través de la coeducación.
En 1939, se exilió en Toulouse, y después en París con su marido Carmel Rosa Baserba, donde fundarían el Casal Català de París. En 1977, retornó a Cataluña, falleciendo en Gerona en 2007.

## Algunas publicaciones
- antònia Adroher, carmel Rosa-Roc, carmel Rosa Baserba. 2001. La Llavor dels somnis. Vol. 4 de Llibres dels quatre cantons. Editor CCG, 302 pp. ISBN 84-95483-08-4, ISBN 978-84-95483-08-9

## Reconocimientos
- Premio Mestres 68 por su labor en la renovación de la pedagogía catalana
- En 2006 recibió el Premio Creu de Sant Jordi.

### Eponimia
- Biblioteca Antònia Adroher de Girona. C/ Can Sunyer, 46, Barrio de Taialà, Gerona.[5][6]